# 黑体云南鳅
黑体云南鳅（学名：[Yunnanilus niger] 错误：{{Lang}}：文本有斜体标记（帮助））为輻鰭魚綱鯉形目條鳅科云南鳅属的鱼类。被IUCN列為易危保育類動物，在中国，分布于宣威县的北盘江支流等，本魚體粗狀呈紡錘形，具觸鬚3對，體色及魚鰭身黑色，無鱗片、無側線，背鰭軟條11-12枚;臀鰭軟條8枚，體長可達6.3公分，常栖息于山溪缓流。该物种的模式产地在罗平县。
其种加词“niger”意为“黑色的”。